# Le cose che non ti ho detto (romanzo)
Le cose che non ti ho detto è un romanzo dello scrittore genovese Bruno Morchio. È il quinto episodio della serie sulle inchieste dell'investigatore privato Bacci Pagano.

## Trama
Bacci Pagano viene chiamato dalla sua ex Mara per indagare sulla inspiegabile depressione che ha colto il famoso psicanalista Ingroia, maestro di Mara e vecchia conoscenza di Bacci.
L'investigatore intuisce che, anche se involontariamente, la causa è nella misteriosa giovinezza di Carolina, bella quarantacinquenne moglie del professor Ingroia.
Ripercorrendo l'indagine che 20 anni prima aveva accomunato gli insuccessi di Bacci e di Ingroia, e nella quale l'investigatore aveva rischiato la vita, emergono particolari taciuti e segreti inconfessabili.
Nella vita privata finalmente Bacci può ricominciare a frequentare la figlia Aglaja, ormai maggiorenne e quindi libera di rompere il divieto che la madre le aveva imposto.

## Edizioni
- Le cose che non ti ho detto, Garzanti, 2007,  p. 290, ISBN 978-8811686033.